# Sgranatrice di cotone

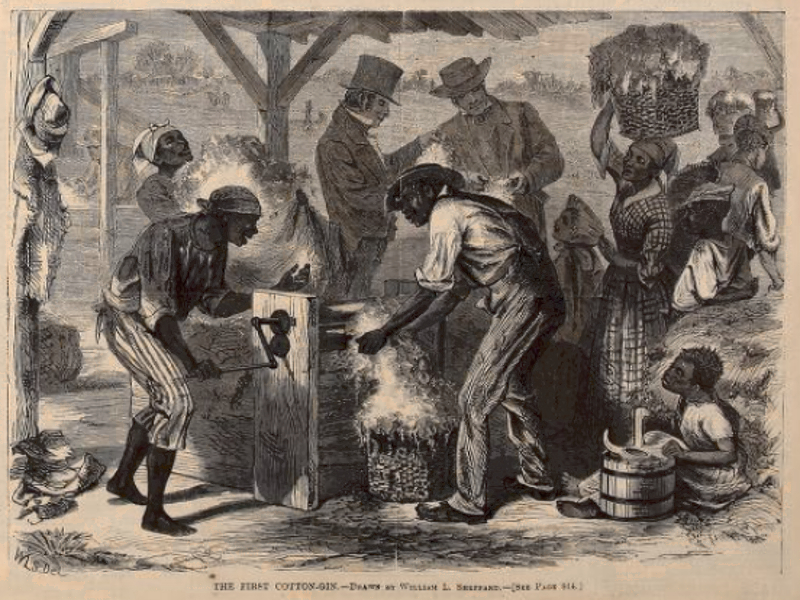
Una incisione da Harper's Magazine del 1869 raffigurante la prima sgranatrice di cotone, brevettata più di 70 anni prima.

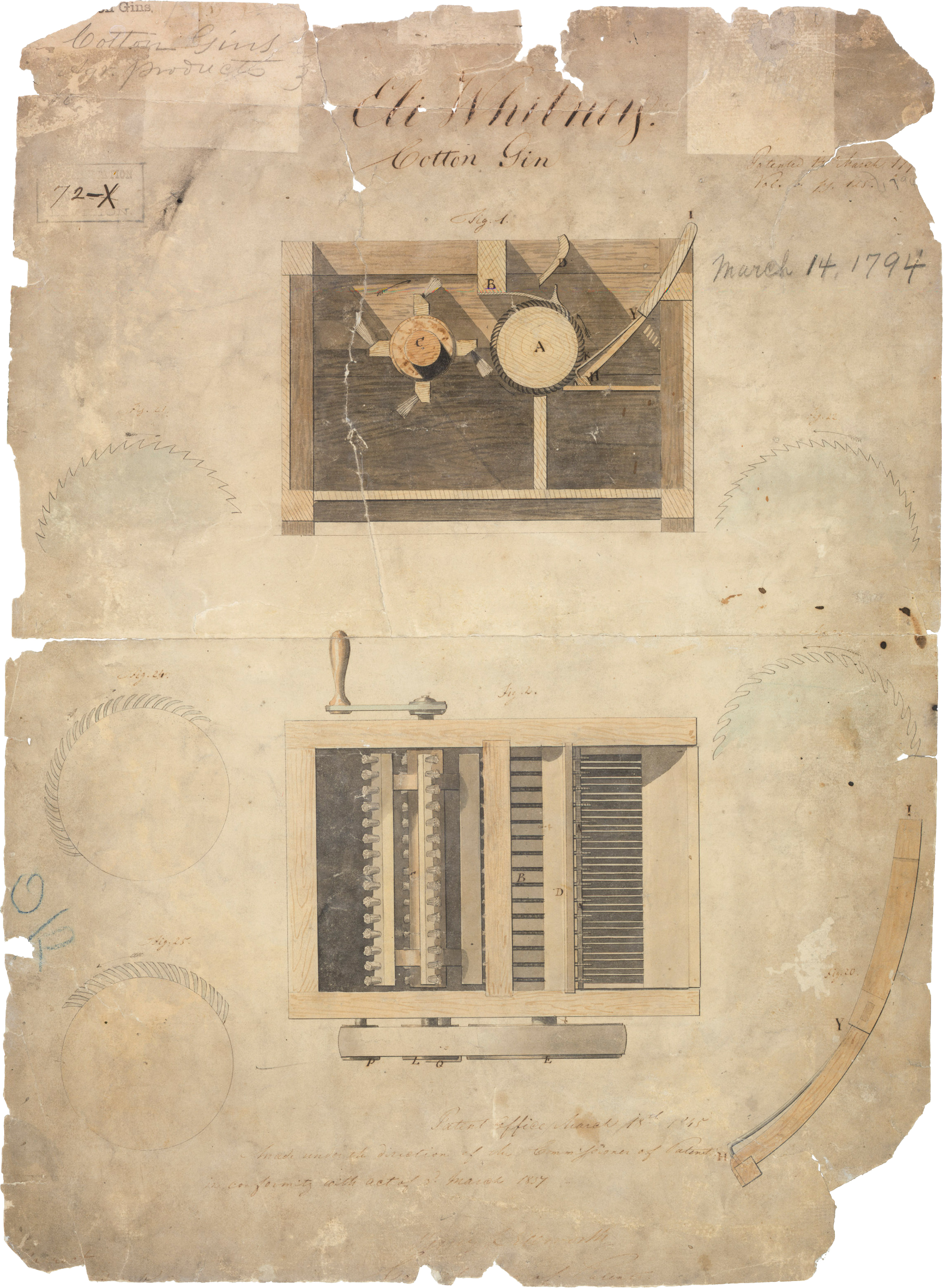
Brevetto della sgranatrice di cotone di Eli Whitney (14 marzo 1794)

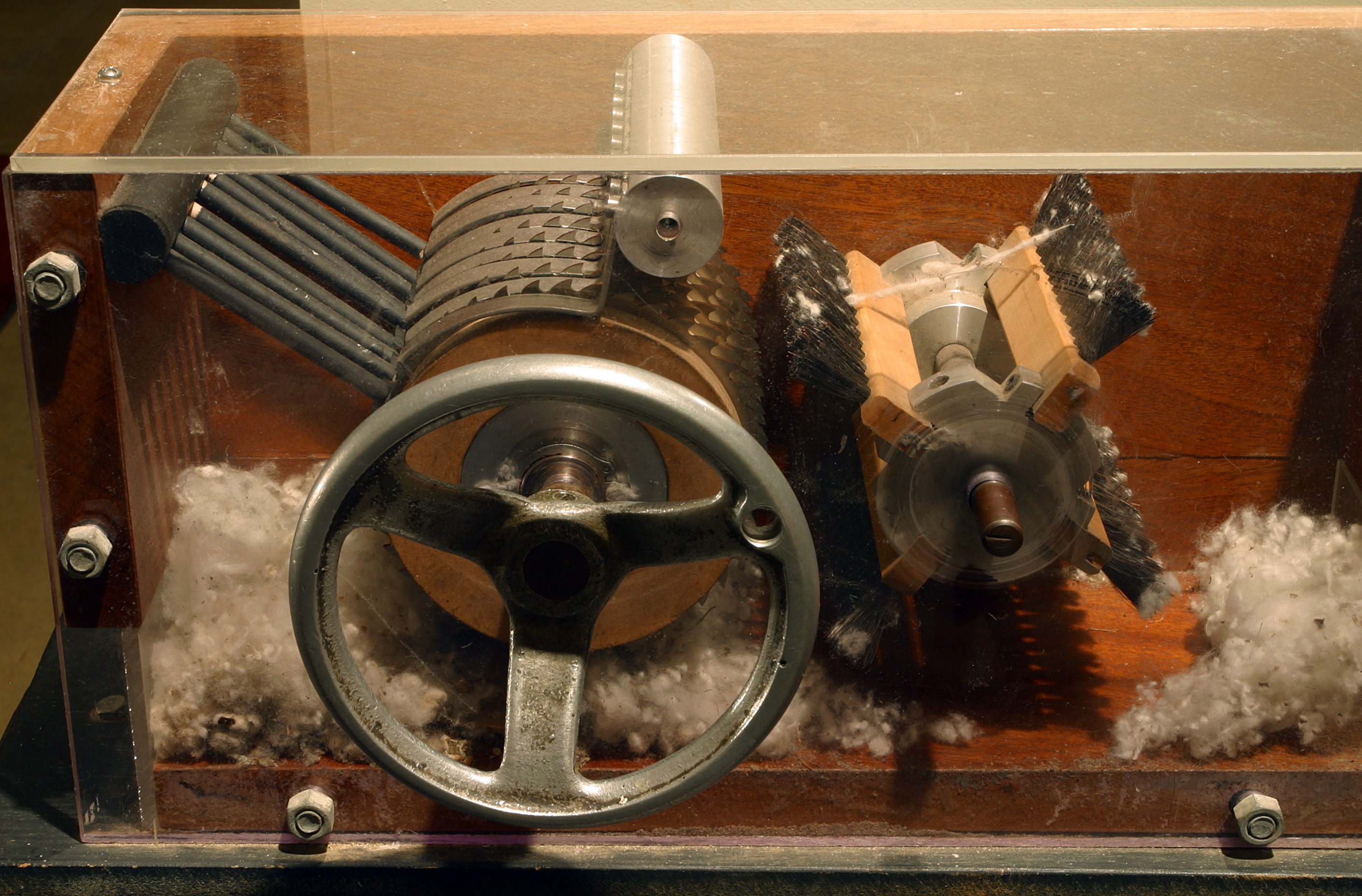
Una sgranatrice di cotone in mostra nell'Eli Whitney Museum

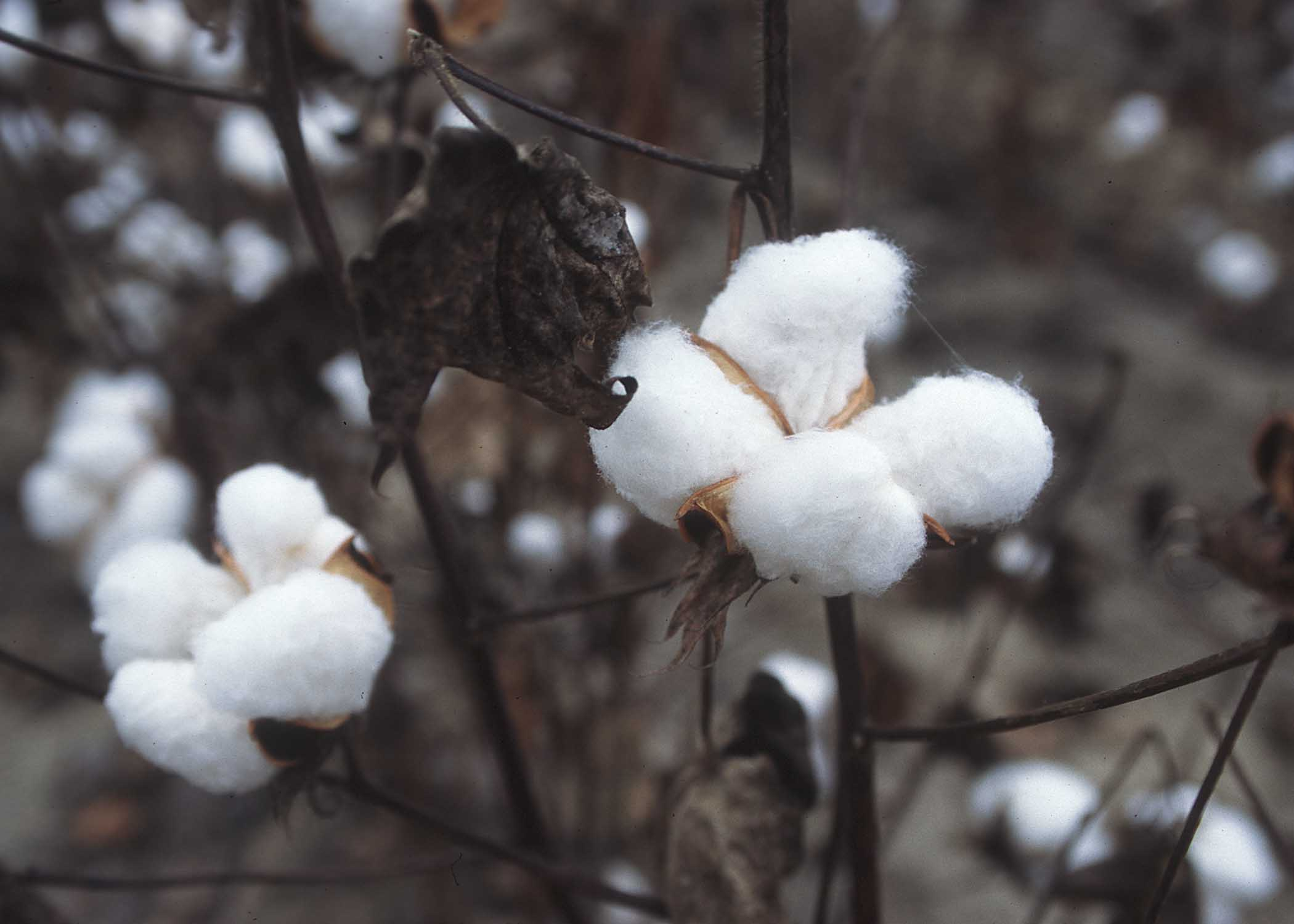
La pianta di cotone. I fiocchi bianchi sono la fibra di cotone che va separata da tutto il resto della pianta

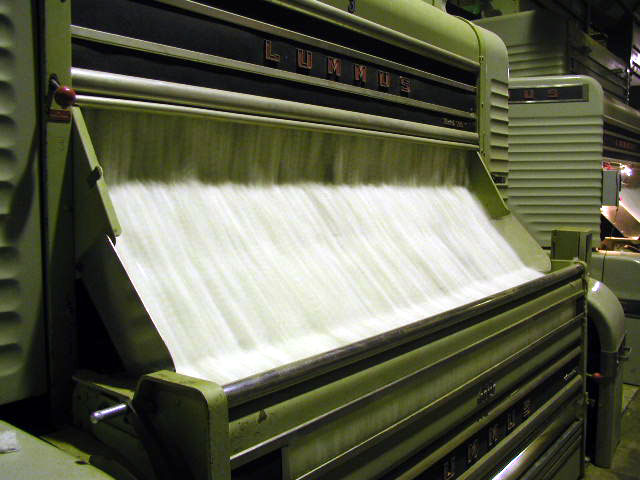
Un moderno impianto di lavorazione del cotone

La sgranatrice di cotone (in inglese cotton gin, gin abbreviazione di engine motore: macchina per il cotone) è un dispositivo che serve per separare rapidamente le fibre della pianta di cotone dal resto della pianta (fusti, bacche che contengono i semi, talvolta appiccicosi). Questo lavoro in passato veniva fatto a mano.
Il procedimento tecnicamente in italiano si definisce sgranatura. L'operazione di sgranare il cotone si chiama "ginnare" e "ginnatrice" è un sinonimo in italiano della stessa macchina.
La macchina separa la fibra dal resto (semi, capsule, residui di fusti). La fibra viene poi divisa a seconda della lunghezza. Le fibre più lunghe sono usate nell'industria tessile. Quelle più corte (dette linters) hanno vari possibili utilizzi:
- come imbottiture, isolante termico e acustico
- nella produzione di viscosa
- nella produzione di cotoni idrofili, ovatte
- nella produzione del fulmicotone (nitrocellulosa)

Dai semi si ottiene un olio. Quel che resta dei semi spremuti, capsule e residui diventa concime organico (è utilizzabile anche nell'alimentazione zootecnica, ad esclusione dei monogastrici. Per chiarimenti vedi la voce: Principio nutritivo bypass).
La macchina usa una combinazione di schermi di fili metallici e piccoli uncini per trascinare solo la fibra di cotone oltre gli schermi mentre delle spazzole rimuovono la fibra per impedire che intasi la macchina inceppandola.
L'evoluzione tecnologica ha reso la macchina molto efficiente in termini di velocità e qualità (nella separazione della fibra) anche se concettualmente è rimasta simile all'originale.

## Origini
Il metodo meccanico per separare i semi dalla fibra di cotone può farsi risalire al primo secolo d.C. Prove di questo tipo di attrezzo sono state trovate in Africa, Asia e Nordamerica. Immagini di un dispositivo di questo genere si trovano in forma di dipinti risalenti al quinto secolo nelle Grotte di Ajanta nell'India occidentale. Questa primitiva sgranatrice era difficile da usare e richiedeva una grande abilità da parte dell'operatore. Un sottile rullo serviva per separare i semi, senza romperli, dalla fibra di cotone. L'attrezzo era simile a un macinino a rullo usato per macinare semi e grani (nel caso del cotone però i semi andavano solamente divisi dalla fibra senza schiacciarli).La storia più antica delle sgranatrici risulta ambigua perché gli archeologi probabilmente scambiarono questi utensili per parti di altri strumenti.
Tra il dodicesimo e quattordicesimo secolo sgranatrici a due rulli apparvero in India e Cina. La versione indiana della sgranatrice a due rulli era la più diffusa nel commercio del cotone nel Mediterraneo dal sedicesimo secolo. Lo strumento meccanico, in alcune zone, prendeva l'energia per funzionare da sistemi ad acqua.
La moderna sgranatrice è stata realizzata dall'inventore statunitense Eli Whitney nel 1793 per meccanizzare la pulizia della fibra di cotone. L'invenzione fu brevettata il 14 marzo 1794.Vi è una piccola controversia se l'idea della macchina e dei suoi elementi costitutivi vada attribuita a Eli Whitney. La versione comune di Whitney che inventa la sgranatrice è da attribuirsi a un articolo su questo argomento dei primi anni 1870 e in seguito ristampata nel 1910 nel The Library of Southern Literature.In questo articolo l'autore racconta come Catherine Littlefield Greene suggerì a Whitney di inserire nella macchina un dispositivo simile a una spazzola per separare la fibra di cotone dai semi. Poiché le norme sociali impedivano alle donne di registrare brevetti, Eli Whitney ottenne il brevetto e il merito dell'invenzione da solo fino ai più recenti testi di storia.
Molte persone hanno tentato di sviluppare metodi per il trattamento delle fibre corte di cotone; Hodgen Holmes, Robert Watkins, William Longstreet e John Murray ottennero brevetti per il miglioramento della sgranatrice a partire dal 1796. Tuttavia, l'evidenza indica che Whitney ha inventato la sgranatrice per cui è famoso. Whitney spese molti anni nei tribunali per far rispettare il suo brevetto nei confronti di proprietari di piantagioni che costruivano copie non autorizzate della sua macchina. Un cambiamento nella legge relativa ai brevetti alla fine gli diede ragione, ma era troppo tardi per riscuotere i diritti in quanto restava solo un anno alla scadenza del brevetto.

## Effetti dell'invenzione della sgranatrice di cotone
L'effetto immediato dell'introduzione della macchina è stato quello di provocare una massiccia crescita nella produzione di cotone negli Stati Uniti del sud. Considerando che il cotone in precedenza richiedeva un considerevole lavoro per la pulizia e la separazione della fibra dai semi, la macchina sgranatrice rivoluzionò il processo produttivo.
Il prezzo all'ingrosso del cotone precipitò al crescere vertiginoso della produttività. Il tessuto di cotone (che in precedenza era piuttosto costoso) era prodotto in maggior parte in Inghilterra e nel nord-est degli Stati Uniti. Grandi aree di terreno degli Stati Uniti come le regioni del fiume Mississippi furono convertite alla produzione di cotone per fare fronte alla domanda crescente. Una conseguenza della macchina sgranatrice con la necessità di manodopera per piantare il cotone e raccoglierlo fu l'espansione della schiavitù nelle regioni di produzione. Molte delle piantagioni del sud statunitense (prima della Guerra civile americana) sono state costruite sulle fortune del cotone, che non si sarebbero avverate senza l'invenzione della sgranatrice di cotone.

## Come funzionava la macchina di Whitney
La sgranatrice di Whitney puliva 50 libbre (23 kg) di fibra di cotone al giorno. La macchina era realizzata con un cilindro di legno su cui erano montate delle file di sottili chiodi o fili di acciaio opportunamente piegati che trascinavano la fibra di cotone attraverso sbarre che formavano una griglia simile a un pettine. La griglia era abbastanza stretta per impedire ai semi di passarla.
Erano state realizzate sia una versione portatile sia una per impianti fissi.
Il funzionamento della macchina era lento e intermittente (periodicamente si dovevano togliere i semi accumulati).